# Cochamó
Cochamó (confluence en mapudungun) est une commune du Chili de la Province de Llanquihue, elle-même située dans la Région des Lacs. Le chef-lieu de la commune est Río Puelo mais l'agglomération principale est Cochamó. En 2012, la population de la commune s'élevait à 3 908 habitants. La superficie de la commune est de 3 911 km2 (densité de 1 hab./km²),.

## Situation
La commune de Cochamó est située dans la Cordillère des Andes. La frontière avec l'Argentine constitue sa limite orientale. Le territoire montagneux est constitué de sommets granitiques qui atteignent environ 2000 mètres. Sa partie nord comprend une grande partie du fjord de Reloncaví au bord duquel se trouve la principale agglomération Cochamó. Un des principaux cours d'eau du Chili, le río Puelo, ainsi que son affluent le Río Manso, irriguent le territoire de la commune avant de se jeter dans le fjord. Le volcan Yate se trouve également sur le territoire de la commune. Cochamó se trouve à 907 kilomètres à vol d'oiseau au sud de la capitale Santiago et à 53 kilomètres à l'est de Puerto Montt capitale de la Région des Lacs.

## Histoire
La région n'est occupée que depuis peu de temps. La commune a été créée en 1979 et s'est développée récemment grâce notamment à l'écotourisme.

Position de Cochamó (en rouge) au sein de la Région des Lacs.